# Jacques Douai
Pour les articles homonymes, voir Douai (homonymie).
Jacques Douai, de son vrai nom Gaston Tanchon, est un chanteur français né le 11 décembre 1920 à Douai et mort le 7 août 2004 dans le 15e arrondissement de Paris.
Surnommé « le troubadour des temps modernes » pour avoir repris beaucoup de chansons médiévales et du folklore français ancien, il a connu ses plus grands succès avec File la laine, de Robert Marcy, et Colchiques dans les prés.

## Biographie
Après avoir étudié la musique au conservatoire, Jacques Douai dirige tout d'abord des chorales, fait du théâtre et de la danse. En 1947, il débute au cabaret montmartrois Chez Pomme, en s’accompagnant à la guitare. Il y chante pendant trois ans, adoptant le nom de sa ville natale ; puis il traverse la Seine et devient l’un des grands artisans de la nouvelle chanson dite « Rive gauche ». Il se produit à l’Échelle de Jacob, au Quod Libet de Francis Claude, à La Rose Rouge, Chez Solange, à La Reine Blanche, au Vieux-Colombier, etc. Francis Claude l'engage très régulièrement dans les émissions qu'il anime à la radiodiffusion française.
Cet interprète atypique, à l'écart du grand public et des médias, puise avec exigence dans le répertoire poétique français. Ainsi a-t-il chanté Jacques Prévert, Louis Aragon, Léo Ferré, Charles Trenet, Max Jacob, Georges Brassens, Pierre Seghers, Jacques Brel… mais aussi des poètes du Moyen Âge comme Chrétien de Troyes, Rutebeuf ou François Villon. Sa technique vocale, d'une grande délicatesse et précision, et la chaleur de son timbre ont su émouvoir un public de connaisseurs dans les années 1950 et 1960.
En 1947, il est le premier interprète masculin de la chanson Les Feuilles mortes de Prévert et Kosma.
Entre 1951 et 1954, Jacques Douai s’éloigne de la scène pour raisons de santé. Il effectue son retour en 1955 avec son premier album, intitulé Chansons poétiques anciennes et modernes, qui obtient le Grand Prix de l'Académie Charles-Cros, prix qui lui sera encore décerné à deux autres reprises (en 1962 et en 1968). Il enchaîne plusieurs albums rapprochés, où il invite les trois grands guitaristes d'accompagnement de son époque : Henri Crolla, guitariste d'Yves Montand (entre autres), Barthélémy Rosso, guitariste de Léo Ferré et deuxième guitare chez Brassens, et Jacques Liébrard, guitariste chez Édith Piaf puis Juliette Gréco. Parallèlement, Douai enregistre des chansons pour les enfants.
Quelque peu en porte-à-faux avec le mercantilisme du « métier », avec ses impératifs de vente et ses modes, Jacques Douai prend ses distances avec la chanson pour mieux se consacrer au militantisme culturel qui l'a toujours animé. Avec son épouse Thérèse Palau, il crée en 1960 et anime le Ballet national populaire de danses françaises,, puis le Théâtre populaire de la chanson. Il devient directeur des Gémeaux, Maison de la Culture de Sceaux-Bourg-la-Reine, dans la banlieue parisienne. Il y fait venir des artistes tels que le mime Marceau, Cora Vaucaire, Raymond Devos.
Avec sa seconde épouse Ethéry Pagava, ex-danseuse-étoile et chorégraphe, il anime pendant vingt ans à Paris le Théâtre du Jardin pour l'enfance et la jeunesse, où ils font découvrir la danse aux enfants,.
Jacques Douai meurt le 7 août 2004 dans le 15e arrondissement de Paris. Il est inhumé dans le carré géorgien du cimetière de Leuville-sur-Orge (Essonne).

## Discographie

### Albums
- 1978 : Madame, c'est aujourd'hui
- 1978 : La belle se promène
- 1979 : Tu sais, je sais...

### Rééditions CD
- Jacques Douai chante les poètes, 30 chansons, EPM, 2002 (réédition de chansons des années cinquante, licence INA (P) 1959).
- Jacques Douai, 50 ans de chansons, de Paris à Montréal, 2 CD, 68 chansons, EPM, 2002 (rééditions de chansons de 1957 à 1986, (P) 1957/1998).
- Jacques Douai, Autrefois Aujourd'hui, 2 volumes, 2x20 chansons, distribution Musidisc, (P) 1990.
- Compagnie Nationale de Danses Françaises avec Jacques Douai 1 CD, 24 chansons, Monitor 00491.
- Jacques Douai, Le Visiteur d'un soir 2 CD, 63 chansons + 1 DVD (Le Visiteur d'un Soir - film canadien de Jean-Daniel Lafond -26 min 20 s-1989) EPM 2009
- Jacques Douai, chansons poétiques anciennes et modernes Grand Prix du disque Charles Cros 1955, 1 CD, 20 chansons, 1 à 15 : accompagnement de guitares Jacques Douai et Jacques Liebard ; 17 à 20 : accompagnement de Philippe Gérard, ILD, 2006
- Jacques Douai, chansons poétiques anciennes et modernes Récital no 2, 1 CD, 22 chansons, 1 accompagnement Philippe-Gérard, 2 à 17 accompagnement de guitares Barthélémy Rosso et Jacques Douai, de 18 à 22 accompagnement de guitare Henri Crolla ou Jacques Douai, ILD 2006

## Prix
Jacques Douai est récompensé par le Grand Prix du Disque de l'Académie Charles Cros en 1955, 1962 et 1968. Il reçoit la Rose d'or de la chanson en 1957, le grand prix de la Ville de Paris en 1974 et le grand prix de l'Académie du disque français en 1977.

## Prix Jacques-Douai
Le prix Jacques-Douai est créé en 2007 par Jacques Bertin. Il est décerné chaque année à « une personne ou une structure qui, par son œuvre artistique ou son action, fait vivre la chanson francophone, le répertoire et les idéaux que Jacques Douai a portés toute sa vie : célébration de l’art de la chanson, respect et souci d’élévation du public, émancipation par la culture et l’éducation populaire ». Chaque année, les lauréats sont invités à se joindre au jury pour l'année suivante.
Le prix Jacques-Douai est soutenu par la SACEM, l'ADAMI, et les dons de mécènes.

### Lauréats du prix
- 2007 : Gérard Pierron.
- 2008 : Rémo Gary et Luc et Sylvie Renaud pour la Maison pour tous - Foyer Georges-Brassens de Beaucourt (Territoire de Belfort).
- 2009 : Hélène Martin et Philippe Forcioli.
- 2010 : Véronique Pestel  et Bernard et Dany Keryhuel animateurs des Chant'appart.
- 2011 : Gilbert Laffaille et Nathalie Fortin[11]. Un hommage particulier a été rendu à Marc Chevalier, cofondateur du duo Marc et André et du cabaret L'Écluse.
- 2012 : Claude Semal et Noëlle Tartier pour le bistrot à chansons Le Limonaire. Un hommage particulier a été rendu à Ève Griliquez, animatrice de 1970 à 1985, de l'émission Libre-Parcours, sur France Culture.
- 2013 : Michel Bühler et Eric Nadot représentant Tranches de scènes. Un hommage particulier a été rendu à Georges Moustaki, président d'honneur du prix décédé.
- 2014 : Michel Boutet et Thibaud Defever (Presque oui).
- 2015 : Paule-Andrée Cassidy et Marie-Thérèse Orain.
- 2016 : Jean-François Grandin (animateur de l'émission Le temps ne fait rien à l'affaire sur Marmite FM) et Christian Camerlynck
- 2017 : Le groupe Entre 2 caisses, et David Desreumaux et Flavie Girbal pour la revue Hexagone.
- 2018 : Bernard Joyet, et Jacqueline Girodet, pour son action en faveur de la chanson.
- 2019 : Yvan Dautin et Gérard Morel[12].
- 2020 : Jean-Michel Piton et Hélène Hazera.
- 2021 : Romain Didier, Luc Sotiras, Viviane Vaucher et Marie-France Blanchard[13].
- 2022 : Monique Brun et le groupe vocal Évasion.
- 2023 : Chloé Lacan et Xavier Lacouture. Coup de chapeau à Fred et Mauricette Hidalgo.
- 2024 : Yvette Théraulaz et Gilles Tcherniak. Coup de chapeau à Christian de Tarlé (EPM)[14].
- 2025 : Jérémie Bossone et Jean-Claude Barens.